# Dardische Sprachen
Die dardischen Sprachen sind eine Untergruppe der indoarischen Sprachen, die zusammen mit den iranischen Sprachen einen Zweig des Indogermanischen bilden. Die rund 25 dardischen Sprachen werden von etwa 6 Millionen Menschen in der Hindukuschregion Pakistans, Afghanistans und im indischen und pakistanischen Teil Kaschmirs gesprochen.
Die mit 4,6 Millionen Sprechern mit Abstand größte dardische Sprache und die einzige mit einer Literaturtradition ist das hauptsächlich in Nordindien (Region Kashmir) gesprochene Kashmiri. Weitere bedeutende dardische Sprachen in Pakistan sind das Shina mit 500 Tsd. Sprechern im Gilgit-Gebiet, das Khowar (220 Tsd.) in Chitral, Indus-Kohistani (220 Tsd.) in Kohistan und das Pashai (110 Tsd.) in der Provinz Kunar.

## Umfang und Positionierung des Dardischen
„Dardisch“ ist eigentlich eine rein geographische Bezeichnung. Es ist bis heute nicht endgültig geklärt, welche Sprachen der Region zum „Dardischen“ gehören sollen. Rechnete man bis in die 1970er Jahre die Nuristani-Sprachen dazu – der frühere Name Kafiri-Sprachen wird nicht mehr verwendet, da er „Sprache der Ungläubigen“ bedeutet –, so tendiert heute die Mehrheit der Forscher dahin, die Nuristani-Sprachen als separaten dritten Zweig des Indoiranischen gleichrangig neben Iranisch und Indoarisch aufzufassen und sie nicht mehr den dardischen Sprachen zuzuordnen. Strittig ist dann immer noch die Position der (restlichen) dardischen Sprachen innerhalb des Neuindoarischen. Während manche Forscher es als einen Unterzweig des Nordwestindischen betrachten (etwa zusammen mit Lahnda, Sindhi und Dogri), andere es zu den nordindischen Sprachen zählen (zusammen mit Nepali, Kumauni und Garhwali), setzt sich die Positionierung des Dardischen als ein selbstständiger Zweig des Indoarischen durch. Damit erhält man folgende Situation, die von der Mehrheit der Forscher geteilt wird:
- Indogermanisch
  - Indo-Iranisch
    - Iranisch
    - Nuristani
    - Indoarisch
      - Dardisch
      - weitere Zweige des Indoarischen

Einige dardische Sprachen weisen lexikalische Gemeinsamkeiten mit dem Gandhari-Prakrit auf.

## Klassifikation der dardischen Sprachen
Diese Klassifikation der dardischen Sprachen und die verwendeten Sprachnamen basieren auf den Darstellungen der Einzelsprachen in Sociolinguistic Survey of Northern Pakistan und Studies in Languages of Northern Pakistan. Unmittelbare Quelle ist der unten angegebene Weblink. Die Klassifikation in Ethnologue ist teilweise veraltet, auch die Differenzierung Sprache – Dialekt entspricht nicht den neueren Forschungsresultaten.
- Dardisch (23 Sprachen mit 6 Mio. Sprechern)
  - Kunar: verbreitet im Einzugsgebiet des Kunar-Flusses in Westpakistan und Ostafghanistan
    - Pashai (110 Tsd. Sprecher)
    - Gawarbati (10 Tsd.)
    - Dameli (5 Tsd.)
    - Shumasti (1 Tsd.)

  - Chitral: verbreitet im Einzugsgebiet des Chitral-Tales in Westpakistan
    - Khowar (Chitrali) (240 Tsd.)
    - Kalasha (5 Tsd.)

  - Kohistani: verbreitet in Kohistan und im Einzugsgebiet des Indus in Nordpakistan
    - Indus-Kohistani (220 Tsd.)
    - Kalami Kohistani (Bashkarik, Garwi) (40 Tsd.)
    - Torwali (60 Tsd.)
    - Bateri (30 Tsd.)
    - Kalkoti (4 Tsd.)
    - Chilisso (3 Tsd.)
    - Gowro (200)
    - Wotapuri-Katarqalai (2 Tsd.)
    - Tirahi (100)

  - Shina: verbreitet im Gilgit-Gebiet Nordpakistans und angrenzenden Tälern
    - Shina (500 Tsd.)
    - Brokshat (Brokskat, Brokpa) (3 Tsd.)
    - Ushojo (2 Tsd.)
    - Dumaki (500) [wird auch als Domari-Dialekt betrachtet]
    - Phalura (Dangarik) (10 Tsd.)
    - Sawi (Sau) (3 Tsd.)

  - Kashmiri: verbreitet hauptsächlich im indischen, aber auch im pakistanischen Teil Kaschmirs
    - Kashmiri (Keshur) (7,15 Mio.; in Indien 6,8 Mio.,[1] in Pakistan 350 Tsd.[2])

### Allgemein
- Elena Bashir: Dardic. In: George Cardona, Dhanesh Jain (Hrsg.): The Indo-Aryan Languages. Routledge, London 2003.
- Omkar N. Koul: Kashmiri. In: George Cardona, Dhanesh Jain (Hrsg.): The Indo-Aryan Languages. Routledge, London 2003.
- Colin P. Masica: The Indo-Aryan Languages. Cambridge University Press, Cambridge 1991.

### Sociolinguistic Survey of Northern Pakistan
- Calvin Rensch u. a.: Languages of Kohistan. (= Sociolinguistic Survey of Northern Pakistan. Vol. 1). Islamabad 2002. (Behandlung der Sprachen Kalami, Torwali, Ushojo, Indus Kostani, Chilisso, Gowro und Bateri.)
- Peter Backstrom u. a.: Languages of Northern Areas. (= Sociolinguistic Survey of Northern Pakistan. Vol. 2). Islamabad 2002. (Behandlung der Sprachen Dumaki und Shina.)
- Kendall Decker: Languages of Chitral. (= Sociolinguistic Survey of Northern Pakistan. Vol. 5). Islamabad 2004. (Behandlung der Sprachen Khowar, Phalura, Sawi, Kalasha, Dameli und Gawarbati.)

### Studies in Languages of Northern Pakistan (SLNP)
- Joan L. G. Baart: The Sounds and Tones of Kalam Kohistani. (= Studies in languages of Northern Pakistan. Vol. 1). Islamabad 1997.
- Carla F. Radloff u. a.: Folktales in the Shina of Gilgit. Text, Grammatical Analysis and Commentary. (= Studies in languages of Northern Pakistan. Vol. 2). Islamabad 1998.
- Carla F. Radloff: Aspects of the Sound System of Gilgiti Shina. (= Studies in languages of Northern Pakistan. Vol. 4). Islamabad 1999.
- Joan L. G. Baart: A Sketch of Kalam Kohistani Grammar. (= Studies in languages of Northern Pakistan. Vol. 5). Islamabad 1999.
- Ronald L. Trail u. a.: Kalasha Dictionary – with English and Urdu. (= Studies in languages of Northern Pakistan. Vol. 7). Islamabad 1999.
- Daniel G. Hallberg u. a.: Indus Kohistani. A Preliminary Phonological and Morphological Analysis. (= Studies in languages of Northern Pakistan. Vol. 8). Islamabad 1999.
- Joan L. G. Baart u. a.: Kalam Kohistani Texts. (= Studies in languages of Northern Pakistan. Vol. 9). Islamabad 2004.